# عنزة (جبل)
جبل عنزة أو جبل عنيزة هو جبل ارتفاعه 915 متراً، في أقصى غرب جمهورية العراق في محافظة الأنبار، في الجزء العراقي من هضبة الحماد، قريب من ملتقى الحدود الأردنية السعودية العراقية، عند تقاطع خط العرض الشمالي 32 درجة بخط الطول الشرقي 39 درجة. وقال هاشم السعدي في كتابه (جغرافية العراق الحديثة) "وجبل عناز الكائن في الصحراء في الجهة الجنوبية الغربية من هيت الذي يبلغ ارتفاعه نحو ال 1700 متراً وهو عبارة عن صخر عظيم كائن على رأس زاوية الحدود بين العراق وبلاد شرق الأردن".